# 6e gala des prix Félix
Les Lauréats des prix Félix en 1984 récompensant les artistes québécois œuvrant dans l'industrie de la chanson, ont reçu leurs récompenses à l'occasion du sixième Gala de l'ADISQ, animé par Jean-Pierre Ferland et qui eut lieu le 28 octobre 1984.

## Interprète masculin de l'année
- Daniel Lavoie

Autres nommés : Pierre Bertrand, Michel Rivard, Normand Brathwaite, Robert Charlebois.

## Interprète féminine de l'année
- Céline Dion

Autres nommées : Véronique Béliveau, Marie-Michèle Desrosiers, Ginette Reno, Fabienne Thibeault.

## Révélation de l'année
- Martine Chevrier

Autres nommés: Pierre Bertrand, Marie-Michèle Desrosiers, Corey Hart, Sylvie Tremblay, Soupir.

## Groupe de l'année
- Uzeb

Autres nommés : Corbeau, Marc Drouin et les Échalottes, Romantique Machine, Soupir.

## Artiste s'étant le plus illustré hors Québec
- Men Without Hats

Autres nommés : Céline Dion, Ginette Reno, Diane Tell.

## Chanson de l'année
- Tension, attention de Daniel Lavoie

Autres nommées : Ohé! Ohé! de Martine St-Clair et Normand Brathwaite, Un air d'été de Pierre Bertrand, Ma blonde m'aime de Pierre Bertrand.

## Album le plus vendu
- Les Chemins de ma maison de Céline Dion

## 45-tours le plus vendu
- Comment ça va? de René Simard

## Album (auteur-compositeur-interprète) de l'année
- Tension, attention de Daniel Lavoie

Autres nommés : Ciel variable de Pierre Bertrand, Implosif de Claude Dubois, Ni bleu, ni vert de Sylvie Tremblay.

## Album pop de l'année
- Transit de Véronique Béliveau

Autres nommés : Les Chemins de ma maison de Céline Dion, Il faudrait se parler de Chantal Pary, Ginette Reno de Ginette Reno, Cœur voyageur de Fabienne Thibeault.

## Album rock de l'année
- First Offense de Corey Hart

Autres nommés : Visionnaire de Corbeau, À fond d'train live de Offenbach et Plume Latraverse, Éclipse de Soupir, The Box de The Box.

## Album country-western de l'année
- Aujourd'hui de Jerry et JoAnne

Autres nommés : Lift de Arthabaska, Country de ville de Denis Champoux, Je reviens de Willie Lamothe, Au jardin de mes souvenirs de Marcel Martel.

## Album instrumental de l'année
- Impressions d'André Gagnon

## Album jazz de l'année
- You be easy de Uzeb

## Album classique de l'année
- Orchestre symphonique de Montréal de l'Orchestre symphonique de Montréal

## Album enfants de l'année
- Moi et Fafoin de Claire Pimparé

Autres nommés: Chabicouin à la ferme de Chabicoin, Chantons avec Marie Eykel de Marie Eykel, Animeauville de Nathalie Simard.

## Album dance-music de l'année
- Message on the Radio de Trans-X

Autres nommés : Fool in Love de Goldie Alexander, Love Stew de Chéri, Space and Time de Géraldine Cordeau, Loni Gamble de Lonie Gamble.

## Spectacle de l'année - Musique et chansons
- J't'aime comme un fou de Robert Charlebois

Autres nommés : Je suis au rendez-vous de Louise Forestier, L'œil rechargeable de Michel Lemieux, Michel Rivard de Michel Rivard, Festival international de jazz de Montréal 1983 de Festival international de jazz de Montréal.

## Spectacle humour de l'année
- Les lundis des Ha! Ha! en tournée de Ding et Dong

Autres nommés : Un voyage dans le temps de Yvon Deschamps, Festival Juste pour rire 1983, La tête des autres de Jean-Guy Moreau, Pierre Verville de Pierre Verville.

## Hommage
- Beau Dommage

## Sources
- Gala de l'ADISQ 1984